# زمین‌لرزه ۱۹۰۰ ترکیه
زمین‌لرزه ترکیه  در تاریخ ۱۲ ژوئیه ۱۹۰۰ میلادی، برابر با ‎۲۱ تیر ۱۲۷۹، ساعت ۶:۲۵:۰۰ به زمان یوتی‌سی در ترکیه   رخ داد.  بزرگی آن  ۵٫۹  در مقیاس   ریشتر  اعلام شده‌است. زمین‌لرزه به وقت محلی در روز پنج‌شنبه، ساعت ۸ روی داده و منطقه زمانی آن  یوتی‌سی +۲ بوده‌است (با لحاظ تغییر ساعت تابستانی).
سازمان زمین‌شناسی آمریکا نیز جای این زمین‌لرزه را در مختصات ۴۰°۱۸′شمالی ۴۳°۰۶′شرقی / ۴۰٫۳°شمالی ۴۳٫۱°شرقی  و بزرگی آنرا برابر با ۵٫۹ در مقیاس ریشتر اعلام کرده‌است. 
شمار کشتگان زلزله حدود  ۱۴۰ نفر بوده‌است.